# Ситта, Самуэль
Самуэль Джон Ситта (англ. Samuel John Sitta; 18 декабря 1942 года, округ Урамбо, область Табора, подмандатная Танганьика — 7 ноября 2016 года, Мюнхен, Германия) — танзанийский государственный деятель, председатель Национального собрания Танзании (2005—2010).

## Биография
Проходил обучение в нескольких школах, в 1971 г. окончил Университет Дар-эс-Салама с присуждением степени бакалавра права. Для получения степени ему понадобилось 7 лет, поскольку на втором курсе но участвовал в протестах против сокращения стипендии и отправления в Национальную строительную армию, в то время как чиновники получают огромные зарплаты. Президент Ньерере был вынужден принять Арушскую декларацию (5 февраля 1967 г.), где были учтены требования студентов. Однако Ситта продолжил участвовать в протестах (на этот раз в защиту положения фермеров и рабочих), за что на некоторое время был исключен из университета. 
В 1967—1969 гг. работал в нефтяной компании CALTEX OIL на должности менеджера филиала, а в 1969—1975 гг. — в Агентстве национального развития в качестве секретаря и директора по административным вопросам. В 1976 г. он прошел повышение квалификации в швейцарском Институте изучения методов управления компанией.
В 1975—1995 и с 2005 г. избирался депутатом Национального собрания от партии Чама Ча Мапиндузи.
Занимал посты губернатора Килиманджаро и Иринги, министром строительства - в этот период были введены в эксплуатацию мост Селандера и международный аэропорт имени Джулиуса Ньерере (JNIA).
- 1990—1995 гг. — министр по делам Конституции и права,
- 2005—2010 гг. — председатель Национального собрания Танзании.
- 2010—2010 гг. — министр восточноафриканского сотрудничества.
- январь-ноябрь 2015 гг. — министр транспорта.